# Австралийская группа

Государства-участники

Австралийская группа — неформальная коалиция стран, действующая в режиме многостороннего экспортного контроля (MECR). Была создана в 1985 году после того, как Ирак годом ранее, в 1984 году, применил химическое оружие. Помимо отдельных стран в неё входит Европейская комиссия. Группа создана для оказания помощи государствам-участникам в выявлении и контроле за веществами с целью пресечь распространение химического и  биологического оружия.

## История Австралийской группы
Группа, первоначально включающая 15 участников, провела свое первое совещание в столице Бельгии Брюсселе в июне 1985 года. После присоединения Индии 19 января 2018 года в группу входят 43 члена, включая Австралию, Новую Зеландию, Европейскую комиссию, все 27 государств-членов Европейского союза, Великобританию, США, Канаду, Индию, Украину и Аргентину. Название организации отражает факт изначальной заинтересованности  Австралии по созданию группы. К административным функциям Австралии относится управление секретариатом группы.
Первые члены группы по-разному подходили к вопросу о том, какие прекурсоры химического оружия должны подлежать экспортному контролю. У тех же стран, которые присоединились к соглашению позднее, изначально вообще не было такого контроля. В настоящее время члены группы ведут экспортный контроль по единому списку из 87 соединений, в том числе таких, которые не запрещены к экспорту в соответствии с Конвенцией по химическому оружию, но могут использоваться при производстве химического оружия. Кроме того, Австралийская группа расширила свою стандартизацию лицензирования и экспортного контроля, включив в нее технологии, связанные с производством химического оружия или контролируемых компонентов.
В 2002 году группа предприняла два важных шага по усилению экспортного контроля. Первым было требование о том, что любой член группы, рассматривающий возможность экспорта в другое государство, которому уже было отказано в экспорте любым другим членом группы, должен сначала проконсультироваться с этим государством-членом, прежде чем утверждать экспорт. Вторым было «универсальное» положение, которое требует от государств-членов прекратить весь экспорт, который может быть использован импортерами в программах химического или биологического оружия, независимо от того, находится ли экспортный продукт в списках веществ, подлежащих контролю. 
28 февраля 2020 года Австралийская группа, добавила в свой список прекурсоров химического оружия 22 вещества с идентификаторами AG66 — AG87, которые могут использоваться для синтеза отравляющего вещества «Новичок».  Хотя Россия не является членом Австралийской группы, наряду с «Новичками» одно из этих веществ-прекурсоров, AG64, диэтиламин, также был включёно в российский список веществ подлежащих экспортному контролю.
Делегации, представляющие членов, встречаются каждый год в Париже, Франция.

## Члены

### Суверенные государства
- Аргентина
- Австралия
- Австрия
- Бельгия
- Болгария
- Великобритания
- Венгрия
- Германия
- Греция
- Дания
- Индия
- Ирландия
- Исландия
- Испания
- Италия
- Канада
- Республика Кипр
- Республика Корея
- Латвия
- Литва
- Люксембург
- Мальта
- Мексика
- Нидерланды
- Новая Зеландия
- Норвегия
- Польша
- Португалия
- Румыния
- Соединённые Штаты Америки
- Словакия
- Словения
- Турция
- Украина
- Финляндия
- Франция
- Хорватия
- Чехия
- Швейцария
- Швеция
- Эстония
- Япония

### Евросоюз
- Европейская комиссия